# Cattedrali in Sri Lanka

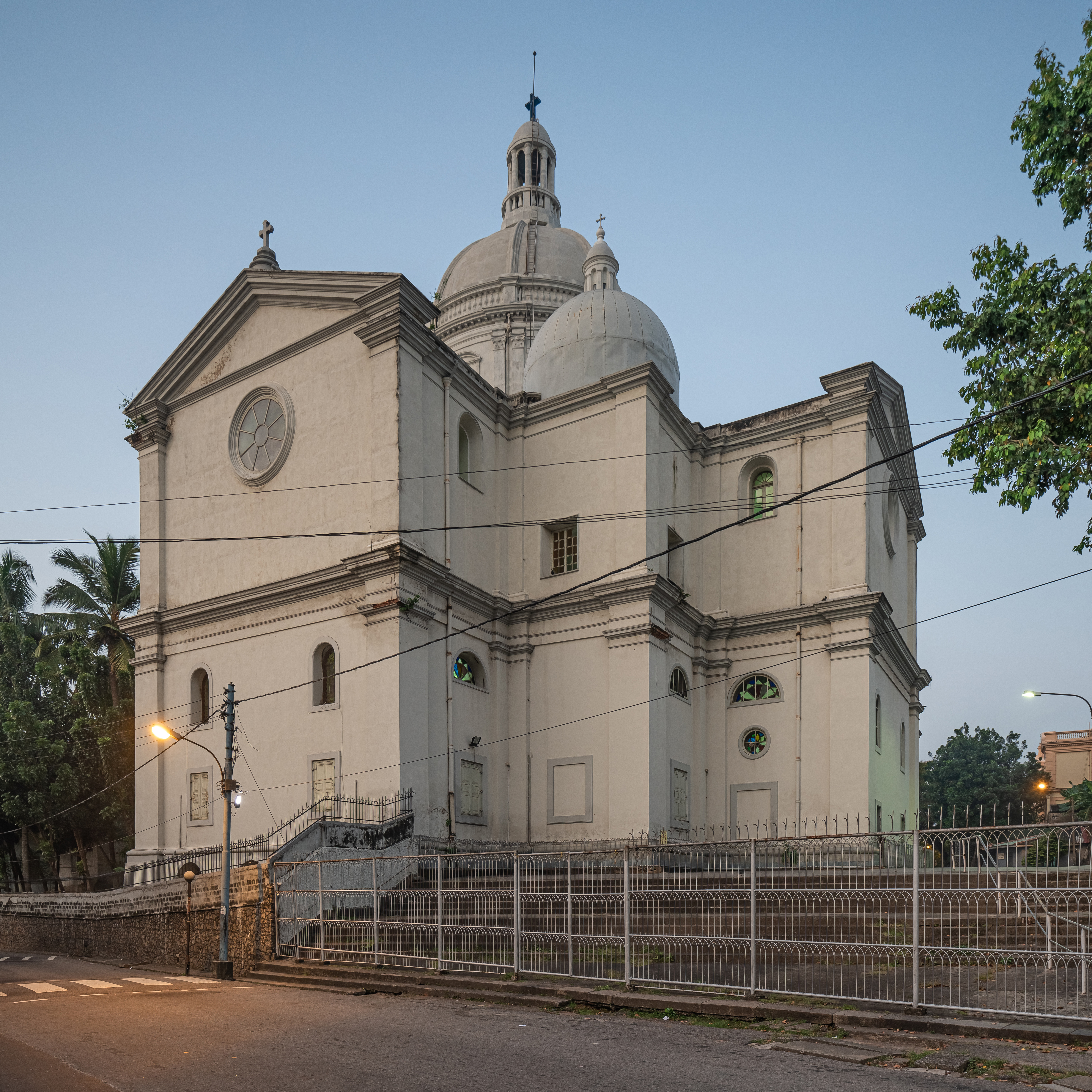
Cattedrale di Santa Lucia (Colombo)

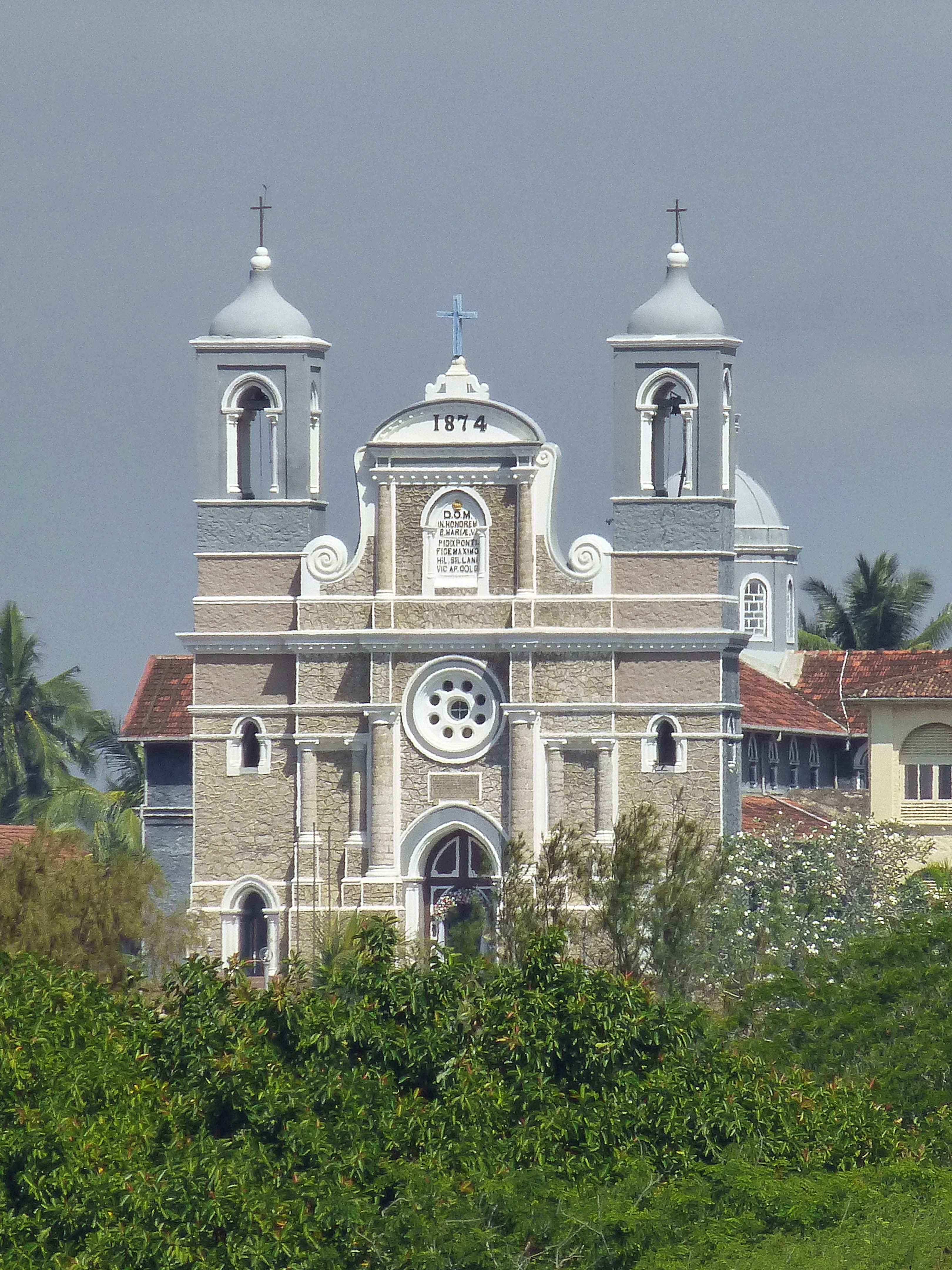
Cattedrale di Santa Maria (Galle)

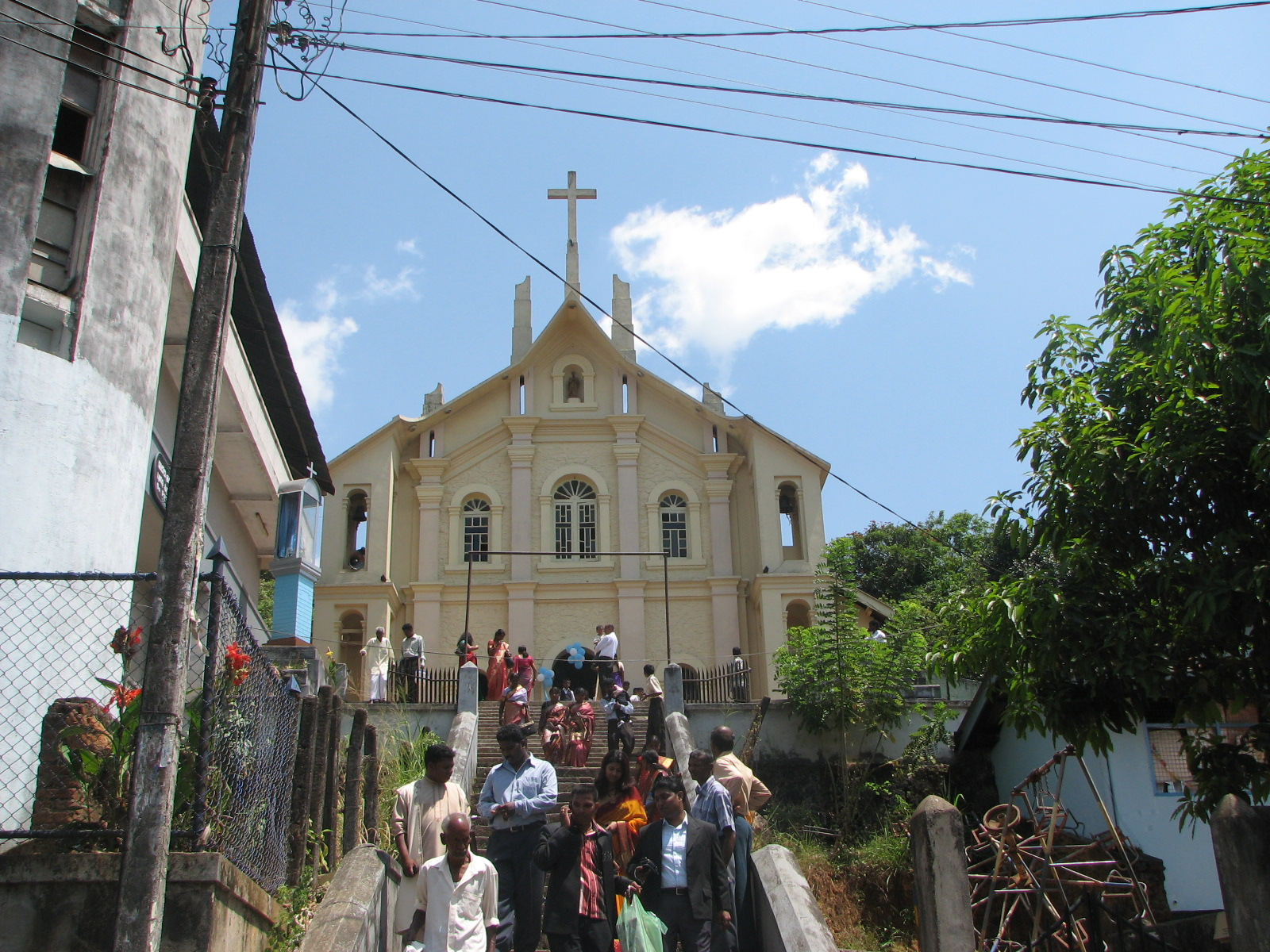
Cattedrale dei Santi Pietro e Paolo (Ratnapura)

Questa è una lista delle cattedrali in Sri Lanka.

## Cattedrali cattoliche
| Cattedrale                                         | Arcidiocesi o Diocesi   | Località     |
| -------------------------------------------------- | ----------------------- | ------------ |
| Cattedrale di Santa Lucia                          | Arcidiocesi di Colombo  | Colombo      |
| Cattedrale di San Giuseppe                         | Diocesi di Anuradhapura | Anurādhapura |
| Cattedrale di Santa Maria                          | Diocesi di Badulla      | Badulla      |
| Cattedrale di Santa Maria                          | Diocesi di Batticaloa   | Batticaloa   |
| Cattedrale di Santa Maria                          | Diocesi di Chilaw       | Chilaw       |
| Cattedrale di Santa Maria Regina del Santo Rosario | Diocesi di Galle        | Galle        |
| Cattedrale di Santa Maria                          | Diocesi di Jaffna       | Jaffna       |
| Cattedrale di Sant'Antonio                         | Diocesi di Kandy        | Kandy        |
| Cattedrale di Sant'Anna                            | Diocesi di Kurunegala   | Kurunegala   |
| Cattedrale di San Sebastiano                       | Diocesi di Mannar       | Mannar       |
| Cattedrale dei Santi Pietro e Paolo                | Diocesi di Ratnapura    | Ratnapura    |
| Cattedrale di Santa Maria                          | Diocesi di Trincomalee  | Trincomalee  |

## Cattedrali anglicane
| Cattedrale                                | Arcidiocesi o Diocesi           | Località    |
| ----------------------------------------- | ------------------------------- | ----------- |
| Cattedrale di Cristo il Salvatore Vivente | Diocesi anglicana di Colombo    | Colombo     |
| Cattedrale di Cristo Re                   | Diocesi anglicana di Kurunegala | Kurunegala  |
| Cattedrale di San Tommaso                 | Diocesi anglicana di Jaffna     | Vaddukoddai |